# 本照寺 (練馬区)
本照寺（ほんしょうじ）は、東京都練馬区にある日蓮宗の寺院。

## 概要
1582年（天正10年）、日勇上人によって開山されたといわれている。本堂改築の際に発見された板碑も「天正10年」のものであることから、その頃の創建と推測される。
当寺は「中山の隠居寺」と呼ばれており、千葉県市川市中山の法華経寺と本末関係にあった。

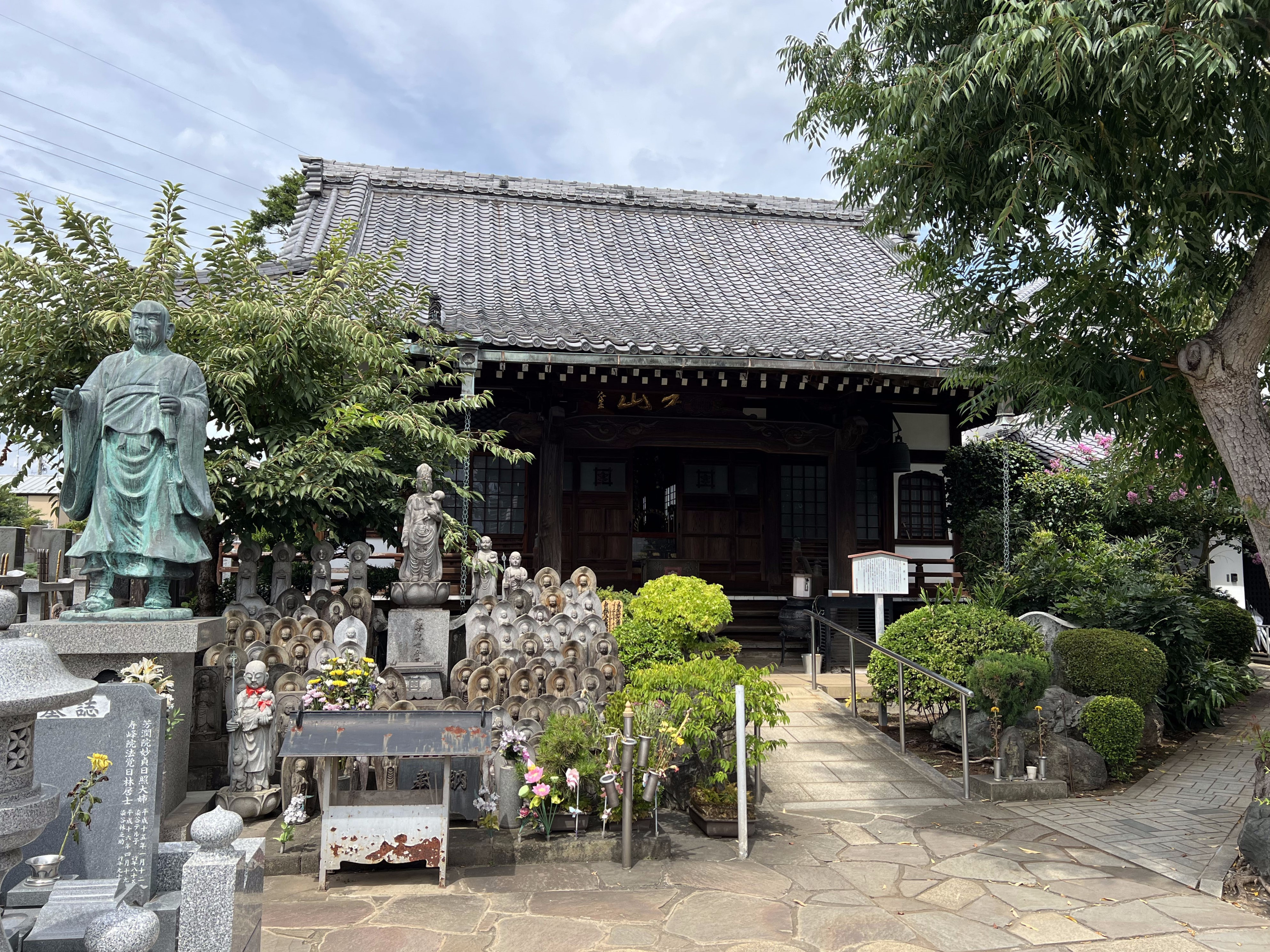
本堂

## 交通アクセス
- 大泉学園駅より徒歩10分。